# Castlevania Legends
Castlevania Legends, in Giappone Akuma jō Dracula: Shikkoku taru zensōkyoku (悪魔城ドラキュラ 漆黒たる前奏曲?, Akuma jō Dorakyura: Shikkoku taru zensōkyoku, lett. "Dracula del castello del Diavolo: Preludio alla notte oscura"), è il terzo e ultimo capitolo della serie di videogiochi Castlevania per la console portatile Game Boy. È stato distribuito il 27 novembre 1997 in Giappone, e l'11 marzo 1998 negli Stati Uniti.

## Trama
Ambientato nel 1450, in Castlevania Legends si utilizza Sonia Belmont, antenata di Simon. Non è il seguito di Castlevania II: Belmont's Revenge, dato che è ambientato quasi 100 anni prima: fino alla pubblicazione di Castlevania: Lament of Innocence è stato il primo titolo seguendo l'ordine cronologico della storia. Attualmente il gioco è stato, insieme ad altri titoli della serie, rimosso dalla cronologia ufficiale dall'attuale designer Koji Igarashi, ritenendolo "non canonico" e privo di agganci con altri capitoli.

## Modalità di gioco
La protagonista possiede nuove mosse: può cambiare direzione durante il salto, inoltre può camminare mentre è accucciata; la sua frusta può essere migliorata, fino a farle lanciare delle palle di fuoco. Le classiche armi secondarie sono qua chiamati incantesimi, e sono acquisibili solamente dopo avere ucciso i boss di fine livello. Ogni incantesimo ha un effetto differente, e utilizza i tradizionali potenziamenti a forma di cuore, presenti in pressoché tutti i capitoli di Castlevania. Un ulteriore incantesimo, chiamato "Burning Mode", rende Sonia temporaneamente invincibile, più rapida nei movimenti e migliora i suoi attacchi: può però essere utilizzata una sola volta per livello.